# William Carey (cortigiano)
Sir William Carey (1495 – 22 giugno 1527) è stato un gentiluomo di camera di re Enrico VIII e marito di lady Maria Bolena, sorella della regina Anna Bolena.

## Biografia
William Carey era il secondo figlio di Thomas Carey (1479-1536) e di sua moglie, Margaret Spencer.
Il 4 febbraio 1520 sposò Maria Bolena, figlia di Thomas Boleyn e di Lady Elizabeth Howard. Risiedettero a Aldenham in Hertfordshire, ma poco dopo il matrimonio Maria divenne l'amante di Enrico VIII. Da questa relazione uscirono arricchiti di terre e onorificenze sia i Bolena sia lo stesso William Carey. Carey è stato anche un collezionista d'arte e ha introdotto il famoso artista olandese Lucas van Horenbolte nel Regno d'Inghilterra verso la metà del 1520.
Finita la relazione con Maria, il re perse la testa per sua sorella Anna Bolena, ma William Carey non riuscì a godere della prosperità di sua cognata, poiché morì di malattia nel 1527 pieno di debiti.

## Figli
Sir William Carey e Maria Bolena ebbero due figli:
- Catherine Carey (1524 ca. - 15 gennaio 1568), dama d'onore di Anna di Clèves e Caterina Howard, sposò Sir Francis Knollys. Divenne poi dama di corte di sua cugina Elisabetta I. Una delle sue figlie, Lettice Knollys, divenne moglie di Robert Dudley, favorito di Elisabetta.
- Henry Carey, I barone Hunsdon (4 marzo 1526 - 23 luglio 1596), divenne primo consigliere e cortigiano alla corte della regina Elisabetta e Cavaliere della Giarrettiera. Elisabetta gli offrì quando era morente il titolo di Duca di Ormonde, appartenente alla famiglia Boleyn, che aveva a lungo cercato, ma egli rifiutò l'onore.

Da lungo tempo si dice che uno o entrambi i bambini di Maria Bolena fossero di William, anche se alcuni scrittori affermano che soprattutto il maschio fosse figlio del re. Una testimonianza del periodo ha fatto notare che il figlio di Maria recava una somiglianza con Enrico VIII, tanto da far pensare che fosse il suo figlio biologico. Il re tuttavia non riconobbe  mai il bambino come suo figlio legittimo, come fece ad esempio con il figlio di Elizabeth Blount, Henry FitzRoy, ma bisogna puntualizzare che riconoscere il figlio di Maria avrebbe significato pregiudicare il matrimonio con la sorella di questa, Anna Bolena.